# World Games 2005/Ergebnisliste
Dieser Artikel listet die Ergebnisse der 7. World Games auf, die 2005 in Duisburg stattfanden.
Eine nach Nationen sortierte Übersicht der Medaillenverteilung ist unter World Games 2005/Medaillenspiegel verfügbar.

## Wettkampfsportarten

### Billard
Siehe auch: World Games 2005/Billard
| Wettbewerb      | Gold           | Silber           | Bronze         |
| --------------- | -------------- | ---------------- | -------------- |
| 9-Ball Damen    | Jasmin Ouschan | Chen Chun-chen   | Line Kjørsvik  |
| 9-Ball Herren   | Chang Pei-Wei  | Thorsten Hohmann | Rodney Morris  |
| Dreiband Herren | Daniel Sánchez | Dick Jaspers     | Semih Saygıner |
| Snooker Herren  | Gerard Greene  | Ding Junhui      | Björn Haneveer |

### Body Building
Siehe auch: World Games/Body Building
| Wettbewerb                    | Gold                           | Silber            | Bronze                  |
| ----------------------------- | ------------------------------ | ----------------- | ----------------------- |
| Damen 1 Lightweight - 52 kg   | Iryna Petrenko                 | Kit Ming Lo       | Xinli Cao               |
| Damen 2 Heavyweight + 52 kg   | Agnieszka Ryk                  | Aurelia Grozajova | Simone Linay            |
| Herren 1 Bantamweight - 70 kg | Jose Carlos Santos             | Kamil Majek       | Anwar El Amawy          |
| Herren 2 Lightweight - 75 kg  | Werner Zenk                    | Igor Kocis        | Angelo Corrado Maggiore |
| Herren 3 Welterweight - 80 kg | Juraj Vrabel                   | Andreas Becker    | Luiz Carlos Sarmento    |
| Herren 4 Middleweight - 85 kg | Kamal Abdullsalam Abdullrahman | Tareq Al Farsani  | Frank Schramm           |
| Herren 5 Heavyweight + 85 kg  | El Shahat Mabrouk              | Ali Tabrizi Nouri | Thomas Scheu            |

### Boule
Siehe auch: World Games/Boule
| Wettbewerb                      | Gold             | Silber          | Bronze           |
| ------------------------------- | ---------------- | --------------- | ---------------- |
| Pétanque Damen                  | Team Frankreich  | Team Thailand   | Team Deutschland |
| Pétanque Herren                 | Team Frankreich  | Team Madagaskar | Team Belgien     |
| Lyonnaise Damen Tir Precision   | Fatiha Targhaoui | Corine Maugiron | Tanja Gobo       |
| Lyonnaise Herren Tir Precision  | Markica Dodig    | Sandro Gulja    | Frederic Ascensi |
| Lyonnaise Damen Tir Progressif  | Ilenia Pasin     | Mei Wang        | Magali Billeaud  |
| Lyonnaise Herren Tir Progressif | Mauro Bunino     | Fabien Jarnet   | Jasmin Causevic  |

### Bowling
Siehe auch: World Games/Bowling
| Wettbewerb    | Gold           | Silber            | Bronze            |
| ------------- | -------------- | ----------------- | ----------------- |
| Damen Einzel  | Soo-kyung Kim  | Zara Glover       | Caroline Lagrange |
| Herren Einzel | Kai Virtanen   | Gery Verbruggen   | Andrew Cain       |
| Mixed-Doubles | Sacco/Saldjian | Zulkifli/Zulkifli | Kang/Kim          |

### Casting
Siehe auch: World Games/Casting
| Wettbewerb                 | Gold                | Silber              | Bronze           |
| -------------------------- | ------------------- | ------------------- | ---------------- |
| Fliege-Weit Einhand Damen  | Alena Zinner        | Alena Kocirova      | Kathrin Ernst    |
| Fliege-Weit Einhand Herren | Wlodzimierz Targosz | Steve Rajeff        | Henry Mittel     |
| Fliege Ziel Damen          | Jana Maisel         | Alena Zinner        | Monika Talar     |
| Fliege Ziel Herren         | Patrik Lexa         | Iwana Inukai        | Janusz Paprzycki |
| Gewicht Präzision Damen    | Jana Maisel         | Jana Bronckova      | Zuzana Kocirova  |
| Gewicht Präzision Herren   | Marko Popovic       | Klaus-Jürgen Bruder | Jan Luxa         |

### Fallschirmspringen
Siehe auch: World Games/Fallschirmspringen
| Wettbewerb                 | Gold            | Silber           | Bronze         |
| -------------------------- | --------------- | ---------------- | -------------- |
| Canopy Piloting            | Jason Moledzki  | Shannon Pilcher  | Clint Clawson  |
| Zielspringen               | Istvan Asztalos | Stefan Wiesner   | Savas Kocyigit |
| Formationsspringen         | Team USA        | Team Russland    | Team Italien   |
| Freeflying (Team)          | Team Frankreich | Team Deutschland | Team USA       |
| Freestyle Skydiving (Team) | Team Dänemark   | Team Frankreich  | Team Japan     |

### Faustball

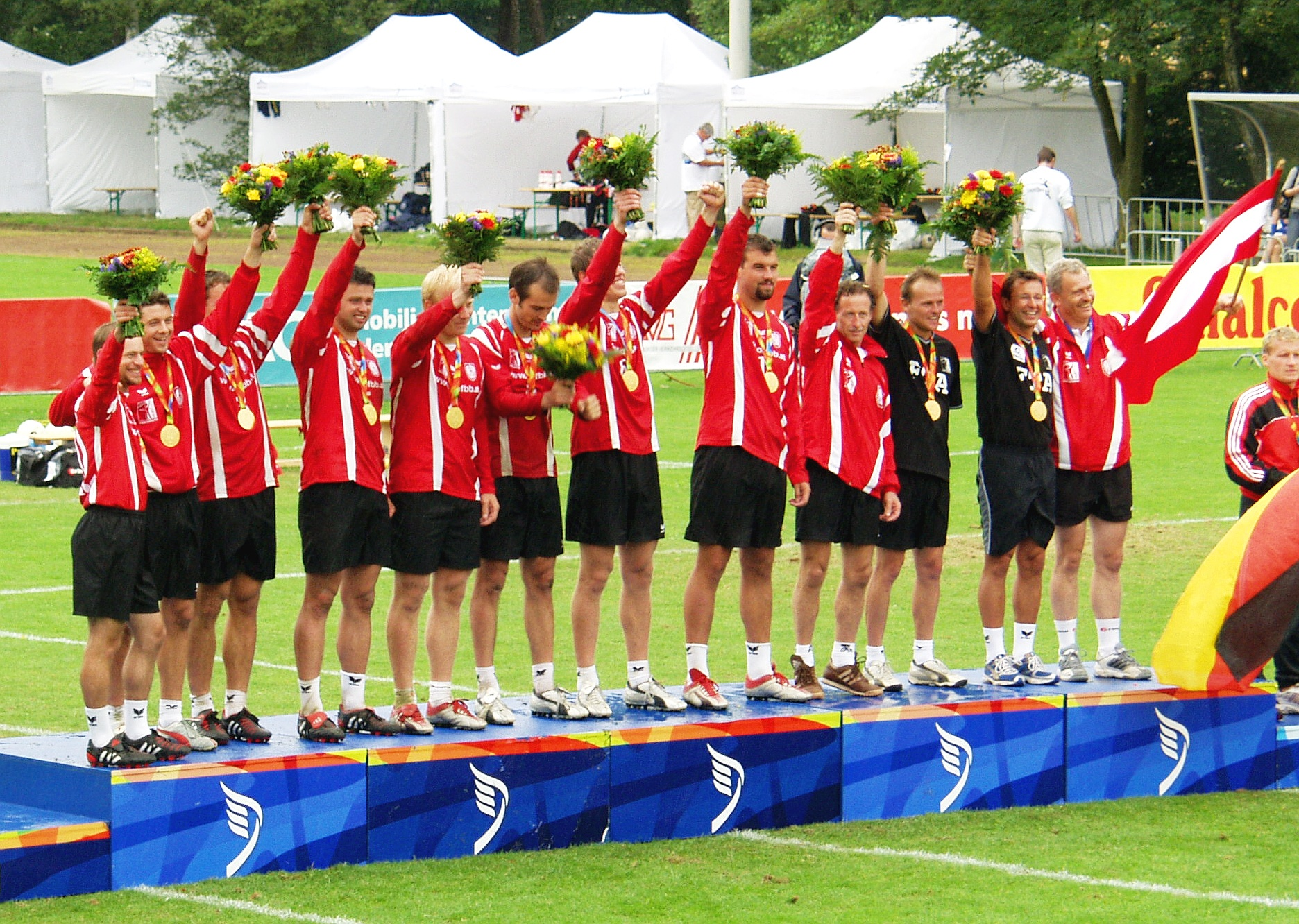
Faustball-Goldmedaillengewinner Österreich

Siehe auch: World Games 2005/Faustball
| Wettbewerb | Gold       | Silber    | Bronze      |
| ---------- | ---------- | --------- | ----------- |
| Team       | Österreich | Brasilien | Deutschland |

### Feldbogenschießen
Siehe auch: World Games/Feldbogenschießen
| Wettbewerb      | Gold                 | Silber           | Bronze            |
| --------------- | -------------------- | ---------------- | ----------------- |
| Compound Damen  | Martina Schacht      | Jamie Van Natta  | Petra Friedl      |
| Compound Herren | Morgan Lundin        | Dejan Sitar      | Dave Cousins      |
| Barebow Herren  | Erik Jonsson         | Mario Orlandi    | Mathias Larsson   |
| Recurve Herren  | Michele Frangilli    | Alan Wills       | Alvise Bertolini  |
| Recurve Damen   | Petra Sofie Ericsson | Laure Barczynski | Laurence Pecqueux |
| Barebow Damen   | Monika Jentges       | Reingild Linhart | Luciana Pennacchi |

### Flossenschwimmen
Siehe auch: World Games/Flossenschwimmen
| Wettbewerb        | Gold                 | Silber               | Bronze              |
| ----------------- | -------------------- | -------------------- | ------------------- |
| 100 m Damen       | Baozhen Zhu          | Vasilisa Kravchuk    | Qi Liu              |
| 100 m Herren      | Andrey Burakov       | Haifeng Yuan         | Alexander Panioutin |
| 200 m Damen       | Vasilisa Kravchuk    | Walentina Artemjewa  | Qi Liu              |
| 200 m Herren      | Pavel Kabanov        | Nikolay Reznikov     | Viktor Panov        |
| 400 m Damen       | Xiaoping Chen        | Ekaterina Politko    | Carolin Stut        |
| 400 m Herren      | Nikolay Reznikov     | Ioannis Tsourounakis | Lorenzo Minisola    |
| 4 × 100 m Damen   | Team Russland        | Team China           | Team Südkorea       |
| 4 × 100 m Herren  | Team Russland        | Team Ukraine         | Team Italien        |
| 50 m Apnoe Damen  | Anastassia Gloukhikh | Baozhen Zhu          | Galija Sattarova    |
| 50 m Apnoe Herren | Evgeny Skorzhenko    | Nikolai Tover        | Igor Soroka         |

### Inlinehockey
Siehe auch: World Games/Inlinehockey
| Wettbewerb | Gold     | Silber      | Bronze       |
| ---------- | -------- | ----------- | ------------ |
| Team       | Team USA | Team Kanada | Team Schweiz |

### Ju-Jutsu
Siehe auch: World Games/Ju-Jutsu
| Wettbewerb             | Gold                    | Silber                | Bronze                     |
| ---------------------- | ----------------------- | --------------------- | -------------------------- |
| Damen - 55 kg          | Jeanne Khan Rasmussen   | Minerva Montero Perez | Annabelle Reydy            |
| Damen - 62 kg          | Nicole Sydboge          | Judith de Weerd       | Marisol-Claudia Harms      |
| Damen - 70 kg          | Sabine Felser           | Aurora Fajardo Prieto | Lindsay Wyatt              |
| Herren - 69 kg         | Christian Mattle        | Ferry Hendriks        | Marco Dünzel               |
| Herren - 77 kg         | Kenneth Thiim Johansson | Mario Staller         | Julien Boussuge            |
| Herren - 85 kg         | Guillaume Piquet        | Markus Buchholz       | David Amores Hoyo          |
| Herren - 94 kg         | Fernando Segovia Lopez  | Alexey Veselovzorov   | Vincent Parisi             |
| Duo Damen (Teamevent)  | Satory/Altmüller        | Beisteiner/Ehrlich    | Van Landeghem/Van de Vijer |
| Duo Herren (Teamevent) | Mueller/Mueller         | Garcia/Barrero        | Beart/Hellouin             |
| Duo Mix (Teamevent)    | Huber/Endele            | van Bommel/Alvarez    | Zuercher/Schilliger        |

### Kanupolo
Siehe auch: World Games/Kanupolo
| Wettbewerb  | Gold        | Silber                 | Bronze                 |
| ----------- | ----------- | ---------------------- | ---------------------- |
| Team Damen  | Deutschland | Vereinigtes Königreich | Japan                  |
| Team Herren | Niederlande | Deutschland            | Vereinigtes Königreich |

### Karate
Siehe auch: World Games/Karate
| Wettbewerb                    | Gold                    | Silber                    | Bronze                      |
| ----------------------------- | ----------------------- | ------------------------- | --------------------------- |
| Kumite Damen - 53 kg          | Heba Aly                | Tomoko Araga              | Kora Knühmann               |
| Kumite Damen - 60 kg          | Snezana Peric           | Maria Musall              | Lejla Ferhatbegovic         |
| Kumite Damen + 60 kg          | Nadine Ziemer           | Elisa Au                  | Tania Weekes                |
| Kumite Damen - Offene Klasse  | Yildiz Aras             | Natasha Hardy             | Nadine Ziemer               |
| Kumite Herren - 60 kg         | Michele Giuliani        | Yury Kalashnikov          | Miguel Yepez                |
| Kumite Herren - 65 kg         | Dimitrios Triantafyllis | Luis Plumacher            | Christian Grüner            |
| Kumite Herren - 70 kg         | Giuseppe Di Domenico    | Emilio Oviedo Ramirez     | Sayguidmagomed Shakhrudinov |
| Kumite Herren - 75 kg         | Köksal Cakir            | Konstantinos Papadopoulos | Klaudio Farmadin            |
| Kumite Herren - 80 kg         | Islamoutdin Eldarouchev | Salvatore Loria           | Philippe Poirier            |
| Kumite Herren + 80 kg         | Alexandr Guerunov       | Felix Kühnle              | Alen Zamlic                 |
| Kumite Herren - Offene Klasse | Alexandr Guerunov       | Shinji Nagaki             | Mohamed El Shemy            |
| Kata Damen                    | Atsuko Wakai            | Myriam Szkudlarek         | Ana Sofia Martinez          |
| Kata Herren                   | Antonio Díaz            | Luca Valdesi              | Akio Tamashiro              |

### Kegeln
Siehe auch: World Games/Kegeln
| Wettbewerb    | Gold               | Silber               | Bronze                     |
| ------------- | ------------------ | -------------------- | -------------------------- |
| Damen Einzel  | Elgin Maria Justen | Petra Maria Comoth   | Martelline Della Modesta   |
| Herren Einzel | Steve Blasen       | Augustinus Maes      | Bernardo Ramalho Immendorf |
| Mixed Tandem  | Mayer/Justen       | Blasen/Della Modesta | Maes/Berends               |

### Korfball
Siehe auch: World Games/Korfball
| Wettbewerb | Gold        | Silber  | Bronze                |
| ---------- | ----------- | ------- | --------------------- |
| Team       | Niederlande | Belgien | Tschechische Republik |

### Kraftdreikampf
Siehe auch: World Games/Kraftdreikampf
| Wettbewerb                 | Gold               | Silber           | Bronze            |
| -------------------------- | ------------------ | ---------------- | ----------------- |
| Damen Leicht 44 – 52 kg    | Olesja Lafina      | Olena Dmytruk    | Wei-Ling Chen     |
| Damen Mittel 56 – 67,5 kg  | Larysa Vitsiyevska | Priscilla Ribic  | Nadejda Malyugina |
| Damen Schwer ab 67,5 kg    | Marina Kudinova    | Galina Karpova   | Iryna Yavorska    |
| Herren Leicht 52 – 67,7 kg | Ravil Kazakov      | Tsung-Ting Hsieh | Dariusz Wszola    |
| Herren Mittel 75 – 90 kg   | Andrey Tarasenko   | Victor Furazhkin | Jan Wegiera       |
| Herren Schwer über 90 kg   | Nikolay Suslov     | Brian Siders     | Ivan Freydun      |

### Orientierungslauf
Siehe auch: World Games/Orientierungslauf
| Wettbewerb           | Gold                | Silber           | Bronze                     |
| -------------------- | ------------------- | ---------------- | -------------------------- |
| Mitteldistanz Damen  | Simone Niggli-Luder | Karin Schmalfeld | Heather Monro              |
| Mitteldistanz Herren | Thierry Gueorgiou   | Daniel Hubmann   | Oystein Kvaal Osterbo      |
| Staffel              | Team Schweiz        | Team Russland    | Team Tschechische Republik |

### Rettungssport
Siehe auch: World Games/Rettungssport
| Wettbewerb                                      | Gold                         | Silber                       | Bronze               |
| ----------------------------------------------- | ---------------------------- | ---------------------------- | -------------------- |
| Pool 100 m Schleppen mit Flossen Damen          | Katja Popke                  | Monique Driessen             | Sandra Temmerman     |
| Pool 100 m Schleppen mit Flossen Herren         | Nicola Ferrua                | Carsten Schlepphorst         | Graeme Willcox       |
| Pool 50 m Schleppen Damen                       | Elena Maria Valentina Prelle | Monique Driessen             | Jennifer Parry       |
| Pool 50 m Schleppen Herren                      | Hagen Leditschke             | Mauro Locchi                 | Fernando Del Villar  |
| Pool 100 m Bergung versch. Damen                | Jennifer Parry               | Elena Maria Valentina Prelle | Alexandra Bannon     |
| Pool 100 m Bergung versch. Herren               | Guillem Riand                | Fernando Del Villar          | Sören Borch          |
| Pool 200 m Hindernisschwimmen Damen             | Erica Buratto                | Sarah Windsor                | Bieke Vandenabeele   |
| Pool 200 m Hindernisschwimmen Herren            | Pierre-Yves Romanini         | Lutz Heimann                 | Guillem Riand        |
| Pool 4 × 50 m Staffel Hindernisschwimmen Damen  | Team Niederlande             | Team Deutschland             | Team Italien         |
| Pool 4 × 50 m Staffel Hindernisschwimmen Herren | Team Deutschland             | Team Spanien                 | Team Italien         |
| Pool 4 × 50 m Staffel versch. Damen             | Team Deutschland             | Team Niederlande             | Team Italien         |
| Pool 4 × 50 m Staffel versch. Herren            | Team Deutschland             | Team Italien                 | Team Spanien         |
| Pool 4 × 25 m Staffel Schleppen Damen           | Team Niederlande             | Team Italien                 | Team Deutschland     |
| Pool 4 × 25 m Staffel Schleppen Herren          | Team Spanien                 | Team Italien                 | Team Deutschland     |
| Strand Gurtrettungs-Wettbewerb Damen            | Team Spanien                 | Team Australien              | Team Niederlande     |
| Strand Gurtrettungs-Wettbewerb Herren           | Team Deutschland             | Team Niederlande             | Team Australien      |
| Strand Surf Race-Wettbewerb Damen               | Bieke Vandenabeele           | Maartje van Keulen           | Irene Zamora         |
| Strand Surf Race-Wettbewerb Herren              | Nathan Smith                 | Massimiliano Eroli           | Pierre-Yves Romanini |
| Strand Ironwoman                                | Naomi Flood                  | Emma Wynne                   | Kristy Munroe        |
| Strand Ironman                                  | Zane Holmes                  | Nathan Smith                 | Paul Dias            |
| Strand Rettungsbrett-Wettbewerb Damen           | Kristy Munroe                | Naomi Flood                  | Anais Riand          |
| Strand Rettungsbrett-Wettbewerb Herren          | Nathan Smith                 | Zane Holmes                  | Ryan Brennan         |
| Strand 2 Rettungsbrett-Wettbewerb Damen         | Team Australien              | Team Niederlande             | Team Deutschland     |
| Strand 2 Rettungsbrett-Wettbewerb Herren        | Team Australien              | Team Deutschland             | Team Spanien         |
| Medaillen Staffel Damen (Pool+Strand)           | Team Niederlande             | Team Deutschland             | Team Australien      |
| Medaillen Staffel Herren (Pool+Strand)          | Team Deutschland             | Team Spanien                 | Team Italien         |

### Rhythmische Sportgymnastik
Siehe auch: World Games/Rhythmische Sportgymnastik
| Wettbewerb | Gold           | Silber          | Bronze          |
| ---------- | -------------- | --------------- | --------------- |
| Band       | Vera Sesina    | Natalia Godunko | Anna Bessonova  |
| Ball       | Olga Kapranova | Anna Bessonova  | Vera Sesina     |
| Seil       | Anna Bessonova | Vera Sesina     | Natalia Godunko |
| Keulen     | Olga Kapranova | Aliya Yussupova | Natalia Godunko |

### Rollkunstlauf
Siehe auch: World Games/Rollkunstlauf
| Wettbewerb | Gold                   | Silber              | Bronze                           |
| ---------- | ---------------------- | ------------------- | -------------------------------- |
| Damen      | Laura Sánchez          | Lucija Minaric      | Diana Isabel Simoes Leal Ribeiro |
| Herren     | Francois Cattoire      | Albert Trilla       | Neil Emms                        |
| Rolltanz   | Bornati/Coffele        | Gasparini/Gasparini | Boggs/Locke                      |
| Paare      | Degli Esposi/Zanforlin | Friede/Baensch      | Hines/Orcutt                     |

### Rugby

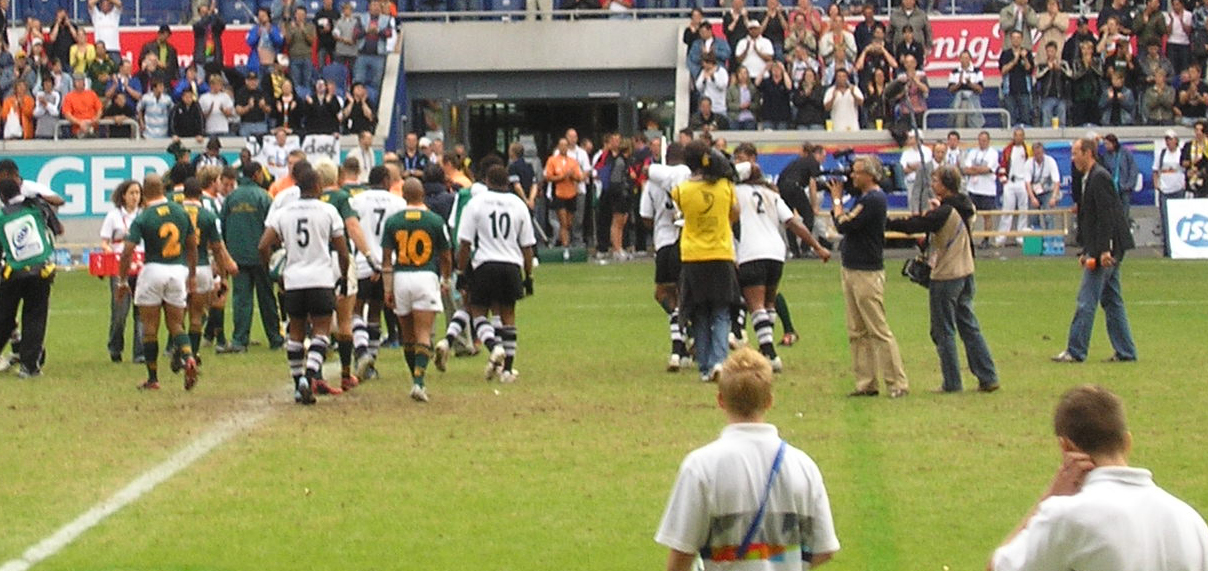
Die Rugby-Mannschaften des Cup-Finals nach dem Sieg der Fidschi-Inseln

Siehe auch: World Games/Rugby
| Wettbewerb      | Gold    | Silber    | Bronze      |
| --------------- | ------- | --------- | ----------- |
| 7er Rugby Union | Fidschi | Südafrika | Argentinien |

### Speedskating
Siehe auch: World Games/Speedskating
| Wettbewerb                    | Gold                   | Silber                 | Bronze                       |
| ----------------------------- | ---------------------- | ---------------------- | ---------------------------- |
| 300 m Einzelstart Damen       | Maria Laura Orru       | Andrea Noemi González  | Jennifer Alexa Caicedo       |
| 300 m Einzelstart Herren      | Gregorio Duggento      | Kalon Dobbin           | Javier McCargo               |
| 500 m Sprintausscheid Damen   | Jennifer Alexa Caicedo | Maria Laura Orru       | Cecilia Baena                |
| 500 m Sprintausscheid Herren  | Kalon Dobbin           | Anderson Ariza         | Camilo Andres Orozco Fuentes |
| 1000 m Sprintausscheid Damen  | Andrea Noemi González  | Jennifer Alexa Caicedo | Jana Gegner                  |
| 1000 m Sprintausscheid Herren | Kalon Dobbin           | Baptiste Grandgirard   | Jose Guzman Fuher            |
| 3000 m Massenstart Damen      | Cecilia Baena          | Jennifer Alexa Caicedo | Yi-Chin Pan                  |
| 3000 m Massenstart Herren     | Thomas Boucher         | Alexis Contin          | Fabio Francolini             |
| 5000 m Punkte Damen           | Hye-Mi Kim             | Hyo-Sook Woo           | Silvia Niño                  |
| 5000 m Punkte Herren          | Alexis Contin          | Shane Dobbin           | Matteo Amabili               |
| 10000 m Ausscheidung Damen    | Silvia Niño            | Cecilia Baena          | Hye-Mi Kim                   |
| 10000 m Ausscheidung Herren   | Baptiste Grandgirard   | Kalon Dobbin           | Fabio Francolini             |

### Sportaerobic
Siehe auch: World Games/Sportaerobic
| Wettbewerb    | Gold                | Silber          | Bronze                  |
| ------------- | ------------------- | --------------- | ----------------------- |
| Damen-Einzel  | Elmira Dassaeva     | Giovanna Lecis  | Daniela Isabela Lacatus |
| Herren-Einzel | Vito Iaia           | Adrien Galo     | Sergei Konstantinov     |
| Paare         | Canada/De Las Heras | Nicolai/Lacatus | Satti/Lecis             |
| Trio          | Team Rumänien       | Team Frankreich | Team Russland           |
| Gruppen       | Team China          | Team Rumänien   | Team Frankreich         |

### Sportakrobatik
Siehe auch: World Games/Sportakrobatik
| Wettbewerb      | Gold                  | Silber                        | Bronze                |
| --------------- | --------------------- | ----------------------------- | --------------------- |
| Damen Paare     | Melnikova/Shoolaeva   | Cameron/Welsh                 | Valada/Munhas Messias |
| Damen Gruppen   | Team Russland         | Team Weißrussland             | Team Kasachstan       |
| Herren Paare    | Mednikov/Mohechkin    | Popov/Cherbak                 | Fyson/Jones           |
| Herren Gruppen  | Team Ukraine          | Team Vereinigtes Königreich 1 | Team Russland 1       |
| Gemischte Paare | Gurgenidze/Katchalova | Vander Donckt/Cuyt            | Pelepets/Shevchuk     |

### Sportklettern
Siehe auch: World Games/Sportklettern
| Wettbewerb           | Gold                  | Silber                             | Bronze               |
| -------------------- | --------------------- | ---------------------------------- | -------------------- |
| Schnelligkeit Damen  | Anna Saulevich        | Olena Ryepko                       | Tatiana Ruyga        |
| Schnelligkeit Herren | Alexander Peshekhonov | Serguey Sinitsyn                   | Evgeny Vaytsekhovsky |
| Schwierigkeit Damen  | Angela Eiter          | Natalija Gros                      | Marietta Uhden       |
| Schwierigkeit Herren | Patxi Usobiaga        | Alexandre Chabot, 1 Tomáš Mrázek 1 | –                    |

1 Zwei Silbermedaillen und dafür keine Bronzemedaille vergeben.

### Squash
Siehe auch: World Games/Squash
| Wettbewerb    | Gold        | Silber          | Bronze                              |
| ------------- | ----------- | --------------- | ----------------------------------- |
| Einzel Damen  | Nicol David | Rachael Grinham | Omneya Abdel Kawy1, Linda Elriani 1 |
| Einzel Herren | Peter Nicol | Thierry Lincou  | Nick Matthew1, James Willstrop1     |

- 1 Zwei Bronzemedaillen vergeben.

### Sumo
Siehe auch: World Games/Sumo
| Wettbewerb           | Gold                | Silber              | Bronze          |
| -------------------- | ------------------- | ------------------- | --------------- |
| Leichtgewicht Damen  | Alina Boykova       | Ekaterina Salakhova | Tamami Iwai     |
| Leichtgewicht Herren | Vitaliy Tikhenko    | Igor Kurinnoy       | Yuya Hanada     |
| Mittelgewicht Damen  | Svetlana Panteleeva | Satomi Ishigaya     | Nicole Hehemann |
| Mittelgewicht Herren | Katsuo Yoshida      | Seietsu Hikage      | David Tsallagov |
| Schwergewicht Damen  | Sandra Köppen       | Olesya Kovalenko    | Edyta Witkowska |
| Schwergewicht Herren | Keisho Shimoda      | Takayuki Ichihara   | Robert Paczkow  |
| Offene Klasse Damen  | Olesya Kovalenko    | Edyta Witkowska     | Ekaterina Keyb  |
| Offene Klasse Herren | Takayuki Ichihara   | Keisho Shimoda      | Seietsu Hikage  |

### Tanzsport
Siehe auch: World Games/Tanzsport
| Wettbewerb  | Gold               | Silber                     | Bronze                |
| ----------- | ------------------ | -------------------------- | --------------------- |
| Latein      | Katsevman/Manusova | Stokkebroe/Juel-Stokkebroe | Di Filippo/Di Filippo |
| Rock'n'Roll | Payan/Eonin        | Yudin/Sbitneva             | Chardenoux/Delebeque  |
| Standard    | Bizokas/Daniute    | Karabey/Karabey            | Bosco/Pitton          |

### Tauziehen
Siehe auch: World Games/Tauziehen
| Wettbewerb           | Gold             | Silber        | Bronze           |
| -------------------- | ---------------- | ------------- | ---------------- |
| Damen 520 kg (Team)  | Team Taiwan      | Team Japan    | Team Niederlande |
| Herren 640 kg (Team) | Team Schweiz     | Team Schweden | Team Deutschland |
| Herren 680 kg (Team) | Team Niederlande | Team Schweden | Team Irland      |

### Trampolinturnen
Siehe auch: World Games/Trampolinturnen
| Wettbewerb                   | Gold            | Silber                | Bronze          |
| ---------------------------- | --------------- | --------------------- | --------------- |
| Trampolin Synchron Damen     | Dogonadze/Simon | Karavaeva/Kolesnikova | Hammoto/Seto    |
| Trampolin Synchron Herren    | Serth/Stehlik   | Leven/Rusakov         | Kakorka/Kazak   |
| Doppel Mini Trampolin Damen  | Sarah Charles   | Nicole Pacheco        | Shelley Klochan |
| Doppel Mini Trampolin Herren | Radostin Rachev | Denis Vachon          | Nico Gärtner    |

### Tumbling
Siehe auch: World Games/Tumbling
| Wettbewerb    | Gold             | Silber             | Bronze               |
| ------------- | ---------------- | ------------------ | -------------------- |
| Einzel Damen  | Olena Chabanenko | Anna Korobeynikova | Yuliya Hall          |
| Einzel Herren | Jozef Wadecki    | Andrej Kabishev    | Alexander Skorodumov |

### Ultimate
Siehe auch: World Games/Ultimate
| Wettbewerb         | Gold     | Silber          | Bronze      |
| ------------------ | -------- | --------------- | ----------- |
| Flying Disc (Team) | Team USA | Team Australien | Team Kanada |

### Wakeboard
Siehe auch: World Games/Wakeboard
| Wettbewerb  | Gold           | Silber                   | Bronze           |
| ----------- | -------------- | ------------------------ | ---------------- |
| Boot Damen  | Lili Chen      | Megan McNeil             | Roberta Rendo    |
| Boot Herren | Phillip Soven  | Matthew Lammers          | Matthias Koban   |
| Herren      | Joshua Rice    | Benjamin Suess           | Nicholas Davies  |
| Damen       | Denise De Haan | Kirsten Brigitte Leifels | Pauline Dyrschka |

### Wasserski
Siehe auch: World Games/Wasserski
| Wettbewerb       | Gold            | Silber            | Bronze           |
| ---------------- | --------------- | ----------------- | ---------------- |
| Klassisch Damen  | Tarah Benzel    | Megan Louise Ross | Jenna Mielzynski |
| Klassisch Herren | Ryan Green      | Rodrigo Miranda   | Oleg Deviatovski |
| Barfuß Damen     | Kirsten Grønvik | Gizella Halasz    | Emily Goldie     |
| Barfuß Herren    | David Small     | Patrick Wehner    | Evert Aartsen    |

## Einladungssportarten

### Aikido
Siehe auch: World Games/Aikido
diverse Gewichtsklassen, aber ohne Medaillenvergabe.

### American Football
Siehe auch: World Games/American Football
| Sportart | Gold             | Silber        | Bronze          |
| -------- | ---------------- | ------------- | --------------- |
| Team     | Team Deutschland | Team Schweden | Team Frankreich |

### Beachhandball
Siehe auch: World Games/Beachhandball
| Sportart    | Gold           | Silber       | Bronze        |
| ----------- | -------------- | ------------ | ------------- |
| Team Damen  | Team Brasilien | Team Ungarn  | Team Türkei   |
| Team Herren | Team Russland  | Team Spanien | Team Kroatien |

### Drachenboot
Siehe auch: World Games/Drachenboot
| Wettbewerb        | Gold                       | Silber             | Bronze             |
| ----------------- | -------------------------- | ------------------ | ------------------ |
| Team 200 m        | Team Russland              | Team Schweiz       | Team Deutschland 2 |
| Team 500 m        | Team Russland              | Team Schweiz       | Team Deutschland 1 |
| Zeitrennen 1000 m | Team Tschechische Republik | Team Deutschland 2 | Team Russland      |
| Zeitrennen 2000 m | Team Deutschland 2         | Team Russland      | Team Schweden      |

### Hallen-Hockey
Siehe auch: World Games/Hallen-Hockey
| Sportart    | Gold             | Silber            | Bronze                     |
| ----------- | ---------------- | ----------------- | -------------------------- |
| Team Damen  | Team Deutschland | Team Weißrussland | Team Tschechische Republik |
| Team Herren | Team Deutschland | Team Schweiz      | Team Tschechische Republik |

### Indoor-Trial
Siehe auch: World Games/Indoor-Trial
| Wettbewerb | Gold         | Silber                      | Bronze     |
| ---------- | ------------ | --------------------------- | ---------- |
| Team       | Team Spanien | Team Vereinigtes Königreich | Team Japan |